# Hồ Engolasters
Hồ Engolasters, trong Encamp giáo xứ Andorra, là một hồ nước có hình thuôn dài ở độ cao 1.616 m (5.302 ft). đã được hình thành trong một vùng vùng sụt lún đóng băng. Hồ tọa lạc gần Andorra la Vella, thủ đô của Andorra.
Nước hồ có màu xanh đậm và có khu vực thoát nước ra một lưu vực thoát nước do các dãy núi Pyrenees tạo thành, có tuyết bao phủ. Thung lũng được hình thành bởi các con sông chảy ra lưu vực mang đến một khung cảnh đẹp thu hút với những đồng cỏ xanh tươi và rừng thông phong phú gần ngoại vi hồ. Nguồn nước vào hồ là từ các sông Đông Valira và Madriu. Nước tích trữ trong hồ chứa được sử dụng phát điện tại nhà máy thủy điện nằm gần làng Encamp. Có một tuyến cáp treo từ Encamp đến khu vực hồ, dài 6,2 km.